# Bo Andersson (Fußballspieler)
Bo Magnus Andersson (* 26. August 1968) ist ein ehemaliger schwedischer Fußballspieler. Im Anschluss an seine aktive Laufbahn wechselte der Stürmer in den Vorstand des Stockholmer Vereins Djurgårdens IF, wo er zirka zehn Jahre aktiv war.

## Werdegang

### Spielerkarriere
Andersson begann mit dem Fußballspielen bei Rö IK. Ab 1976 spielte er in der Jugend des Klubs, ehe er sich 1988 dem Viertligisten BK Vargarna anschloss. Von dort wechselte er nach nur einem Jahr zu Väsby IK. In der zweitklassigen Division 1 Norra zeichnete er sich als regelmäßiger Torschütze aus und erreichte mit dem Klub den elften Tabellenplatz.
Nachdem Andersson Angebote mehrerer Vereine vorliegen hatte, konnte AIK-Trainer Sanny Åslund ihn zu einem Wechsel zum mehrfachen schwedischen Meister überreden. Zusammen mit seinem Mannschaftskameraden Göran Göransson wechselte er vor der Spielzeit 1990 in die Allsvenskan. Zu Saisonbeginn saß er auf der Ersatzbank und kam als Einwechselspieler zum Einsatz. Am 13. Mai 1990 stand er beim Spiel gegen Malmö FF erstmals in der Startelf und erzielte den Siegtreffer zum 3:2-Erfolg. Die restliche Saison verlief für ihn durchwachsen, da er sich nicht dauerhaft durchsetzen konnte und immer wieder zwischen Startformation und Ersatzbank rotierte. Nachdem die Mannschaft lange Zeit aussichtsreich positioniert war, holte sie aus den letzten sieben Spielen nur einen Punkt und schloss als Tabellenachter ab. Mit fünf Saisontoren zeichnete Andersson sich dabei neben Niclas Kindvall als bester vereinsinterner Torschütze aus. Dennoch war er unter dem neu engagierten Trainer Tommy Söderberg in der folgenden Spielzeit nur noch Ergänzungsspieler. Bei seinen 16 Spielen im Verlauf der regulären Spielzeit stand er lediglich dreimal in der Startelf, bei den sechs Spielen in der Endrunde in zwei Partien. Nach Ende der Spielzeit stand er mit AIK im Pokalfinale, das er mit der Mannschaft mit einer 2:3-Niederlage nach Golden Goal gegen IFK Göteborg verlor.
Da er nicht zu den Stammkräften unter Söderberg zählte, verließ Andersson AIK und schloss sich dem Ortsrivalen Vasalunds IF in der zweiten Liga an. Nach zwei Jahren wechselte er innerhalb der Liga zu Djurgårdens IF. Unter Trainer Anders Grönhagen wurde er mit 24 Toren interner Torschützenkönig und führte die Mannschaft zusammen mit Nebojša Novaković, dem 19 Tore gelangen, zurück in die Allsvenskan. Dort erzielte er in der Spielzeit 1995 an der Seite von Klebér Saarenpää, Thor André Olsen, Magnus Pehrsson und Kaj Eskelinen elf Saisontore.
Andersson hatte damit außerhalb Schwedens auf sich aufmerksam gemacht. Nach Abschluss der Spielzeit Ende Oktober wechselte er zum portugiesischen Klub Sporting Braga. An der Seite seines Landsmanns Jonny Rödlund, José Alberto Mota Barroso und Mladen Karoglan konnte er sich jedoch nicht dauerhaft durchsetzen und kehrte zu Djurgårdens IF zurück. Mit dem Verein stieg er jedoch aus der Allsvenskan ab.

### Als Funktionär
Im Frühjahr 1998 gab Andersson nach anhaltenden Knieproblemen seinen Rücktritt vom aktiven Fußball bekannt, rückte aber kurz darauf in den Vorstand von Djurgårdens IF auf. Nach anhaltenden Verletzungsproblemen in der Mannschaft wurde er jedoch im Juni des Jahres kurzzeitig aktiviert und setzte sich als möglicher Einwechselspieler beim Spiel gegen IK Sirius auf die Auswechselbank. Nachdem sich die Organisationsform des Klubs zum 1. Januar 1999 änderte, bekam er beim Verein den Posten des Klubdirektors mit Zuständigkeit für Sponsorbeziehungen sowie Fan- und Mitgliederarbeit. Nachdem der Klub am Ende der Spielzeit 1999 erneut in die Zweitklassigkeit abgestiegen war, konnte er sich im folgenden Jahr konsolidieren und nach dem direkten Wiederaufstieg in den Spielzeiten 2002, 2003 und 2005 den schwedischen Meistertitel erringen.
Im Laufe der Spielzeit 2008 kam es bei Djurgårdens IF zu internen Querelen. Nach zum Teil scharfer Kritik an seiner Person trat er im November 2008 von seinem Amt zurück.